# Alangulam (huyện Tirunelveli)
Alangulam là một thị xã panchayat của quận Virudhunagar thuộc bang Tamil Nadu, Ấn Độ.

## Địa lý
Alangulam có vị trí 8°52′B 77°30′Đ / 8,87°B 77,5°Đ Nó có độ cao trung bình là 127 mét (416 foot).

## Nhân khẩu
Theo điều tra dân số năm 2001 của Ấn Độ, Alangulam có dân số 4965 người. Phái nam chiếm 51% tổng số dân và phái nữ chiếm 49%. Alangulam có tỷ lệ 77% biết đọc biết viết, cao hơn tỷ lệ trung bình toàn quốc là 59,5%: tỷ lệ cho phái nam là 86%, và tỷ lệ cho phái nữ là 69%. Tại Alangulam, 8% dân số nhỏ hơn 6 tuổi.